# Ныромка
Ны́ромка — река в России, протекает по Вилегодскому и Котласскому районам Архангельской области. Является левым притоком реки Виледь (бассейн Северной Двины).

## География
Устье реки находится в 5 км по левому берегу реки Виледь. Длина реки составляет 22 км, площадь водосборного бассейна — 58 км².

## Данные водного реестра
По данным государственного водного реестра России относится к Двинско-Печорскому бассейновому округу, водохозяйственный участок реки — Вычегда от города Сыктывкар и до устья, речной подбассейн реки — Вычегда. Речной бассейн реки — Северная Двина.
Код объекта в государственном водном реестре — 03020200212103000024990.